# درد اسکات در برابر سندفرد

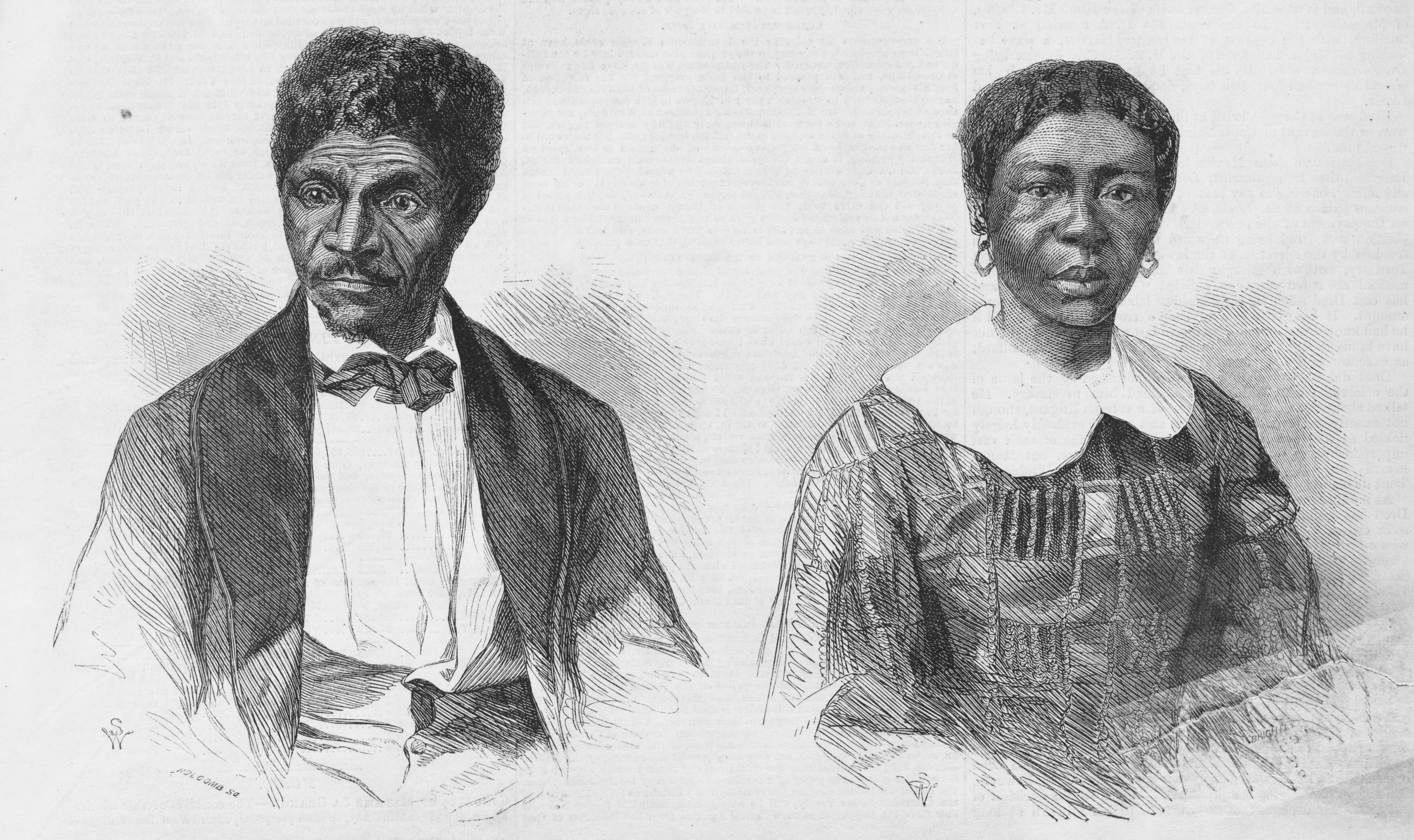
طرح‌نگارهٔ چهرهٔ دِرِد اسکات (سمت چپ تصویر)

دِرِد اسکات در برابر سندفرد (انگلیسی: Dred Scott v. Sandford) 60 U.S. 393 (1857) تصمیم تحول ساز دیوان عالی ایالات متحده آمریکا بود که طی آن دیوان عالی بیان داشت که سیاه‌پوستان آمریکا، چه در بردگی و چه آزاد، نمی‌توانند شهروند آمریکا باشند و بدین ترتیب در دادگاه فدرال هیچ گونه صلاحیت اقامه دعوی ندارند، و این که دولت فدرال از هیچ قدرتی برای تنظیم برده داری در قلمروهای فدرال به دست آمده پس از ایجاد ایالات متحده برخوردار نیست. درد اسکات، مردی سیاهپوست بود که به بردگی گرفته شده که مالکینش او را به قلمروها و ایالات آزاد از بردگی برده بودند، تلاش کرد شکایت کند و آزاد شود. دیوان عالی در تصمیمی با اکثریت ۷–۲ نوشته شده توسط قاضی ارشد راجر تینی درخواست اسکات را نپذیرفت. دیوان عالی برای دومین بار در تاریخ خود یک قانون کنگره را مغایر قانون اساسی اعلام کرد.